# میکلوش شارکانی
میکلوش شارکانی (انگلیسی: Miklós Sárkány; ۱۵ اوت ۱۹۰۸ – ۲۰ دسامبر ۱۹۹۸) بازیکن واترپلو اهل مجارستان بود.